# Tatort: Die Wiederkehr
Die Wiederkehr ist ein Fernsehfilm aus der Fernseh-Kriminalreihe Tatort der ARD, des ORF und des SRF. Der Film wurde von Radio Bremen produziert und am 15. März 2015 erstmals gesendet. Es ist die 939. Folge der Tatort-Reihe. Hauptkommissarin Inga Lürsen (Sabine Postel) wird in ihrem 31. Fall von der Vergangenheit eines Falls aus dem Jahr 2005 eingeholt.

## Handlung
Die siebenjährige Fiona Althoff verschwindet im Jahr 2005 spurlos. Ihr Vater steht unter Verdacht, für ihr Verschwinden verantwortlich zu sein, und wird in Untersuchungshaft genommen. Nach einem von Inga Lürsen geführten Verhör erhängt er sich. Der Fall wurde nie aufgeklärt.
Im Jahr 2015 steht plötzlich eine junge Frau bei Familie Althoff vor der Tür und gibt vor, Fiona zu sein. Silke Althoff zeigt sich erfreut, Adoptivtochter Kathrin bleibt skeptisch. Die junge Frau schildert den Kommissaren Stedefreund und Lürsen und einer Therapeutin, 2005 von einem Paar verschleppt worden zu sein, das mit ihr in einem Wohnmobil durch ganz Europa reiste und sie zum Opfer sexuellen Missbrauchs machte. Stedefreund und die Jugendtherapeutin der Familie Althoff, bei der Jan Althoff wegen einer Essstörung in Behandlung ist, halten die Ausführungen des Mädchens für glaubwürdig. Lürsen, die wegen der nun vermeintlich erwiesenen Unschuld des damals in der Haft umgekommenen Familienvaters Althoff von Seiten Vorgesetzter und der Presse unter Druck gerät, bleibt skeptisch und veranlasst einen DNA-Vergleich. Doch die von Silke Althoff entnommene DNA entspricht derjenigen, die 2005 nach dem Verschwinden von Fiona hinterlegt wurde. Stedefreund findet ein ausgebranntes Wohnmobil mit den Leichen der beiden Personen, die von der jungen Frau als ihre Entführer genannt wurden. Die Obduktion ergibt, dass beide bereits vor dem Brand des Wohnmobils eines nichtnatürlichen Todes gestorben sind, sodass die vermeintliche Fiona unter Tatverdacht gerät.
Auch Kathrin Althoff hat weiter Zweifel an Fionas Identität und überzeugt Lürsen davon, anhand von Gegenständen aller Familienmitglieder, auch einem Spielzeug der jungen Fiona, weitere DNA-Tests durchführen zu lassen. Im Ergebnis handelt es sich bei der jungen Frau, die sich als Fiona ausgibt, nicht um das vermisste Mädchen. Die DNA vom Spielzeug ist hingegen identisch mit der einer 2010 bei Lüneburg gefundenen Kindsleiche; das Kind war an Silikon erstickt. Mit diesen Tatsachen konfrontiert Lürsen Silke Althoff, die daraufhin ihr gegenüber zugibt, dass Fiona und der damals fünfjährige Jan in einem unbeobachteten Moment mit Silikonkleber gespielt hatten und Fiona diesen eingenommen hatte, was im Beisein Jans zum Tode führte. Aus Angst und zum Schutz von Jan brachte Silke die tote Fiona an ihren späteren Fundort und meldete das Kind als vermisst. Bevor sie die Sache aufklären konnte, kam es zum Suizid ihres Mannes. Als Elena Groß sich als vermeintliche Fiona meldete, ging Silke, wohl wissend, dass es sich nicht um ihre Tochter handelt, darauf ein, um dem traumatisierten Jan seine Schuldgefühle in Bezug auf Fionas Verschwinden zu nehmen. Damit Fionas Leiche, falls sie je gefunden würde, nicht identifiziert wird, hatte sie vorsorglich eine falsche DNA-Probe abgegeben, die sie später auch der Probe der aufgetauchten „Fiona“ beimischen konnte.
Elena Groß und ihr „Freund“ Klaas arbeiteten bereits seit einigen Jahren nach der Methode, sich in Familien einzuschleichen und ihnen Geld abzunötigen. Aufgrund ihrer eigenen traumatischen Kindheit – sie hatte ihre Familie durch den erweiterten Suizid ihrer Mutter verloren – hatte sich Elena aber auch immer nach einer intakten Familie gesehnt, die sie bei den Althoffs beinahe gefunden hätte. Ihr Freund, der die beiden Camper vergiftet hatte, tötet sich, bevor er verhaftet werden kann. Elena wird von der Polizei in Gewahrsam genommen.

## Hintergrund
Die Folge wurde vom 8. September 2014 bis zum 7. Oktober 2014 in Bremen gedreht. Als Vorlage diente unter anderem der reale Fall eines Jungen in den USA, der sich mehrfach erfolgreich in fremde Familien einschlich: „… das ist ja eigentlich auch das Unfassbare: Wie kann man jemanden in seine Familie aufnehmen, von dem man weiß, dass er es nicht sein kann. Das ist ja der Spaß, der da auch in der Psychologie der Figuren steckt.“
Als Filmmusik kamen u. a. die Musiktitel Formidable von Stromae, Heads Will Roll von den Yeah Yeah Yeahs sowie Hunger of the Pine von alt-J zur Verwendung.
Die Folge wurde mit einer Audiodeskription versehen.

## Rezeption

### Einschaltquoten
Die Erstausstrahlung von Die Wiederkehr am 15. März 2015 wurde in Deutschland von 10,61 Millionen Zuschauern gesehen und erreichte einen Marktanteil von 28,9 % für Das Erste.

### Kritik
Sabine Schnarkowski von den Westfälischen Nachrichten sprach Regisseur Florian Baxmeyer ein Lob für seine Inszenierung „voller überraschender Wendungen und Nervenkitzel“ aus, wodurch die Folge „mehr als nur ein Krimi“ wurde. „Voller Sensibilität für die Charaktere und deren innere Zerrissenheit“ entwickelte Baxmeyer die Handlung zu einer „bitteren Familientragödie“. Als Kommissarin agierte Sabine Postel zwar nicht im Vordergrund, „überzeugte aber durch glaubwürdiges Spiel“. „Beeindruckend zwischen den Emotionen wechselte“ die im Fokus der Folge stehende Gabriela Maria Schmeide, die die Mutter von Fiona, Jan und Kathrin spielte. Nach Einschätzung von Schnarkowski gaben „vor allem die Frauenfiguren […] der Episode Tiefe und Eindringlichkeit“.
Detlef Hartlap, Chefredakteur der prisma, nannte Die Wiederkehr den „besten Bremer Tatort seit ewig“.

„Der fertige Film funktioniert aber trotz kleiner Schwachstellen, und das liegt auch an der sicheren Inszenierung von Florian Baxmeyer. Der hatte einst für den Hamburger Undercover-Ermittler Cenk Batu einen für das deutsche Fernsehen sehr modernen Thriller-Stil entwickelt, in seinen inzwischen neun Bremer 'Tatorten' versucht er oft, wenn auch nicht immer erfolgreich, Mord, Melo und Experiment zusammenzubringen.“

„'Wiederkehr' ist eine spannende Geschichte, tolles Personal (Gabriela Maria Schmeide), aber die Twists sind bisweilen nur mit sehr, sehr gutem Willen nachzuvollziehen. Das Stück ist – ein Makel einiger Episoden der letzten Zeit – phasenweise stark überkonstruiert.“